# Otó de Grandson
Otó de Grandson (també anomenat Ottone de Grandson) (1238-1328) va ser un cavaller del Ducat de Savoia que va prestar els seus serveis a la corona anglesa durant el regnat Eduard I. Va ser l'amic personal més proper a Eduard. Entre altres esdeveniments destacables, va anar a les croades i va participar activament en la defensa d'Acre a 1291.

## Joventut
Fill de Pere, senyor de Grandson. El jove Otó va viatjar a Anglaterra probablement en companyia de Pere de Savoia en 1252. Va entrar al servei d'Enric III. El 1258 va ser encomanat a la cort del príncep Eduard, i la seva primera campanya fou el 1258 a Gal·les. i en 1268, tant el príncep com Otó van ser armats cavallers.

## Novena Croada
En 1271 aquest últim va acompanyar príncep Eduard en la Novena Croada, servint a Acre. Segons un cronista d'Ypres, va ser Otó, i no Elionor de Castella, que va extreure el verí xuclant la ferida d'Eduard quan van intentar assassinar-lo. El 1272 Otó va ser designat emissari del príncep en Acre.

## Retorn a Anglaterra
Després de tornar a Anglaterra, va ser destacat en Escòcia i Gal·les, on va servir com a Cap de Justícia al nord des de 1284-1294 i en Gascunya, on va ser enviat a 1278 per reformar el govern amb Robert Burnell. També va exercir com a diplomàtic i va aconseguir entrar en contacte amb la gran majoria de sobirans d'Europa Occidental. En 1283 va estar breument sota les ordres d'Edmund el Geperut, el germà menor del rei, per a exercir tasques diplomàtiques.

## Guerra mameluco-croada
Va tornar a Terra Santa a 1290. Durant la caiguda d'Acre el 1291, va ser el comandant dels cavallers anglesos en Palestina. Juntament amb Joan de Grailly, amb qui havia lluitat anteriorment en Gascunya, se li va encomanar la defensa de la secció de la muralla compresa entre la Torre del Rei Enric II i la Torre del Llegat.
La nit del 15 d'abril, a mitjanit va comandar una sortida de 300 cavallers contra el campament de Hamat, on hi havia una catapulta de foc grec. Els musulmans van ser agafats per sorpresa. Però molts dels cavalls que muntaven els templers van ensopegar amb les cordes de les tendes causa de l'escassa llum, alguns van caure i van ser capturats i la resta va ser rebutjat fins a la ciutat, amb grans pèrdues. Una altra sortida realitzada pels hospitalers, poques nits després, en completa foscor, va fracassar totalment.
El 18 de maig, una vegada que havia començat l'atac final, Otó de Grandson, juntament amb Joan de Grailly va defensar la secció de muralla que li corresponia durant algunes hores, però després que caigués la torre maleïda, i és que trencaren les defenses en tots els fronts, l'enemic va poder franquejar les muralles i prendre possessió de la porta de Sant Nicolau. Amb Joan de Grailly, ferit, i els altres líders trencant files o morts, Otó de Grandson va intentar reorganitzar als homes, amb el propòsit d'emprendre la retirada i assolir alguns dels vaixells que ja salpaven. Un cop al port, Grandson va reunir tots els vaixells venecians que va poder trobar, embarcar-hi Joan de Grailly ia tots els soldats anglesos que van poder abordar i finalment va embarcar el darrer.
Un cop a alta mar, va navegar a Xipre, on el seu exèrcit es va establir alguns anys. Però va partir novament a Palestina com a pelegrí, el seu destí; Jerusalem. En 1298 o 1299, Otó de Grandson, Jacques de Molay dels Templers, i Guillem de Villaret dels Hospitalers, van lliurar una curta campanya en Cilícia per expulsar els Mamelucs que envaïen la regió.

## Després de la mort d'Eduard I
En 1307, després de la mort d'Eduard I d'Anglaterra, Otó va deixar Anglaterra permanentment. Va romandre al servei de la corona per molt temps després, però, fins a 1317 va representar a Anglaterra a la Cúria Papal. També va continuar tenint interessos a Anglaterra, perquè havia estat en correspondència amb Juan Langton i Walter Reynolds i en 1277 se li havien concedit les Illes del Canal com senyoriu per la resta de la seva vida, juntament amb terres a Anglaterra i Irlanda, en recompensa pels seus serveis. El 1323 va visitar les illes del Canal, que havia estat governant de manera ineficient en la seva absència. També va realitzar donacions religioses amb la seva gran fortuna, probablement acumulada com a recompensa al seu treball. Va ser un benefactor de Sant Joan de Grandson, on va incrementar el nombre de monjos després de 1288. Va fundar també una societat de frares franciscans el 1289 i un monestir cartoixà a La Lance el 1317.
Al final de la seva vida va tornar al seu dominis de Grandson, que havia heretat del seu pare i als quals havia estat visitant sovint durant tota la seva vida adulta. Mai es va casar i va ser succeït pel seu nebot. Hi havia sabut posar com clergues a molts dels seus parents propers mitjançant les seves ambaixades, especialment en l'església. Tres dels seus parents van ser bisbes a Lausanne i un altre nebot, Juan Grandson, va ser successor de la Diòcesi d'Exeter. Otó va morir molt vell, comptant prop dels noranta anys. En 1328.